# March Against Monsanto

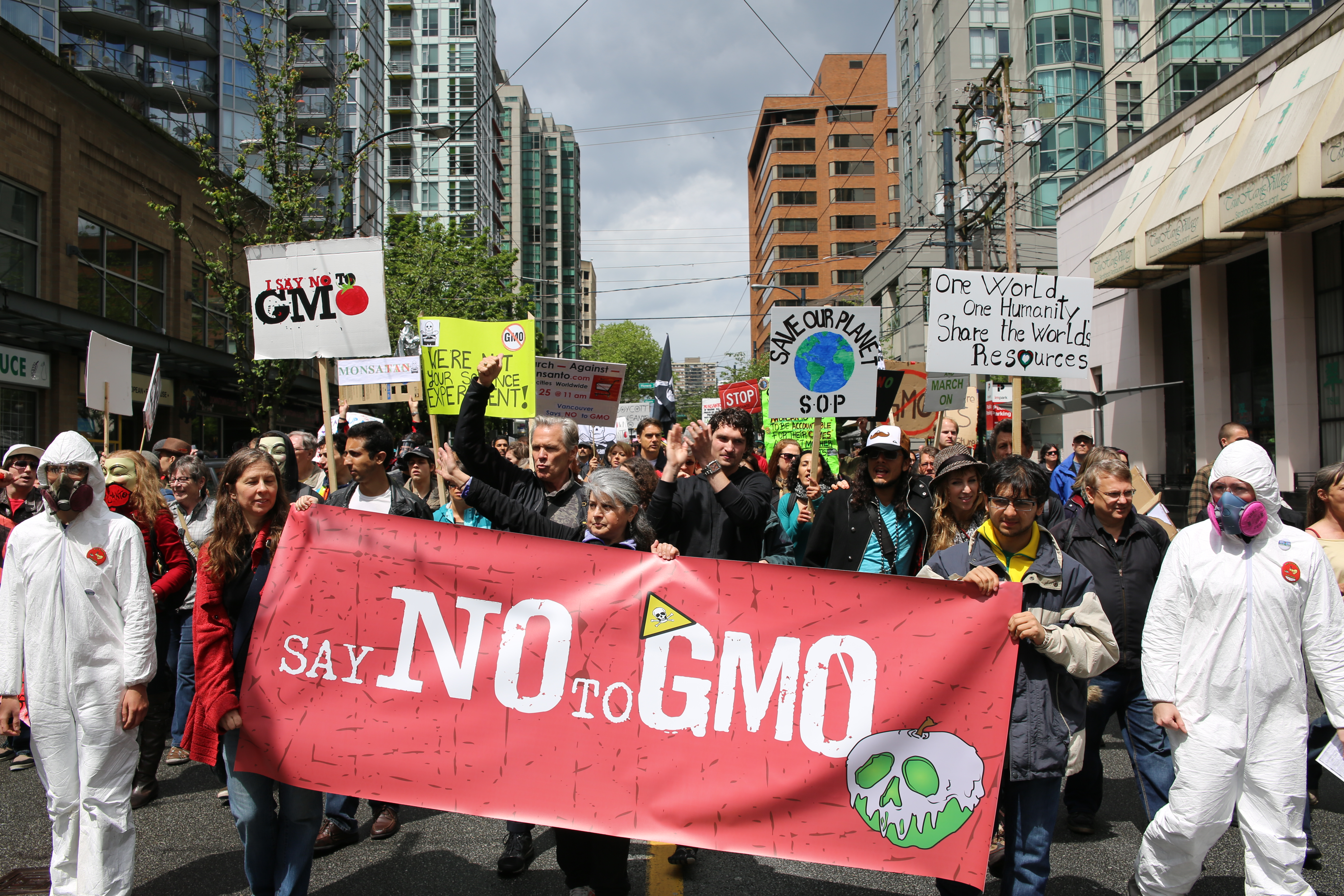
March Against Monsanto 2013 in Vancouver, Kanada am 25. Mai 2013

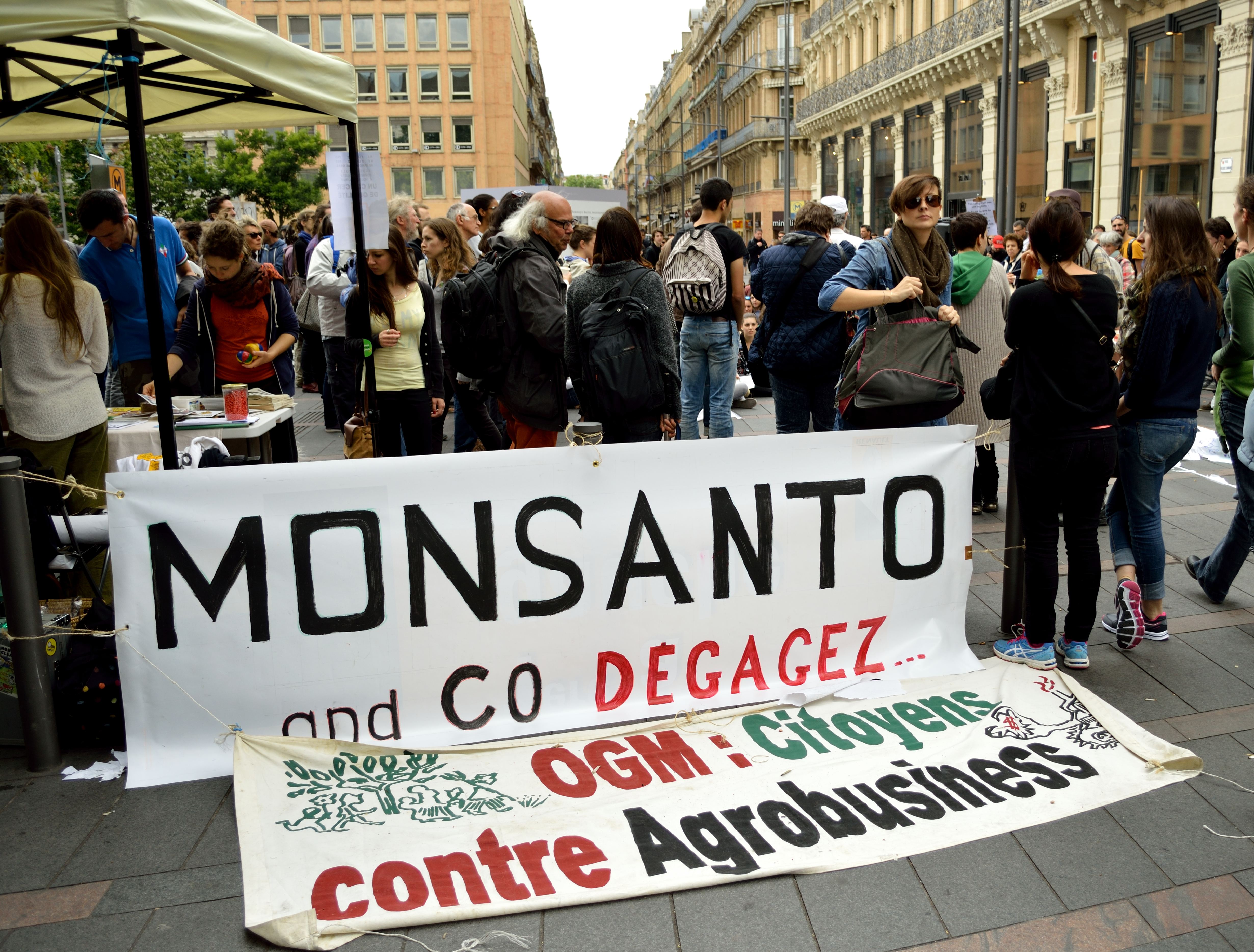
March Against Monsanto 2015 in Toulouse, Frankreich

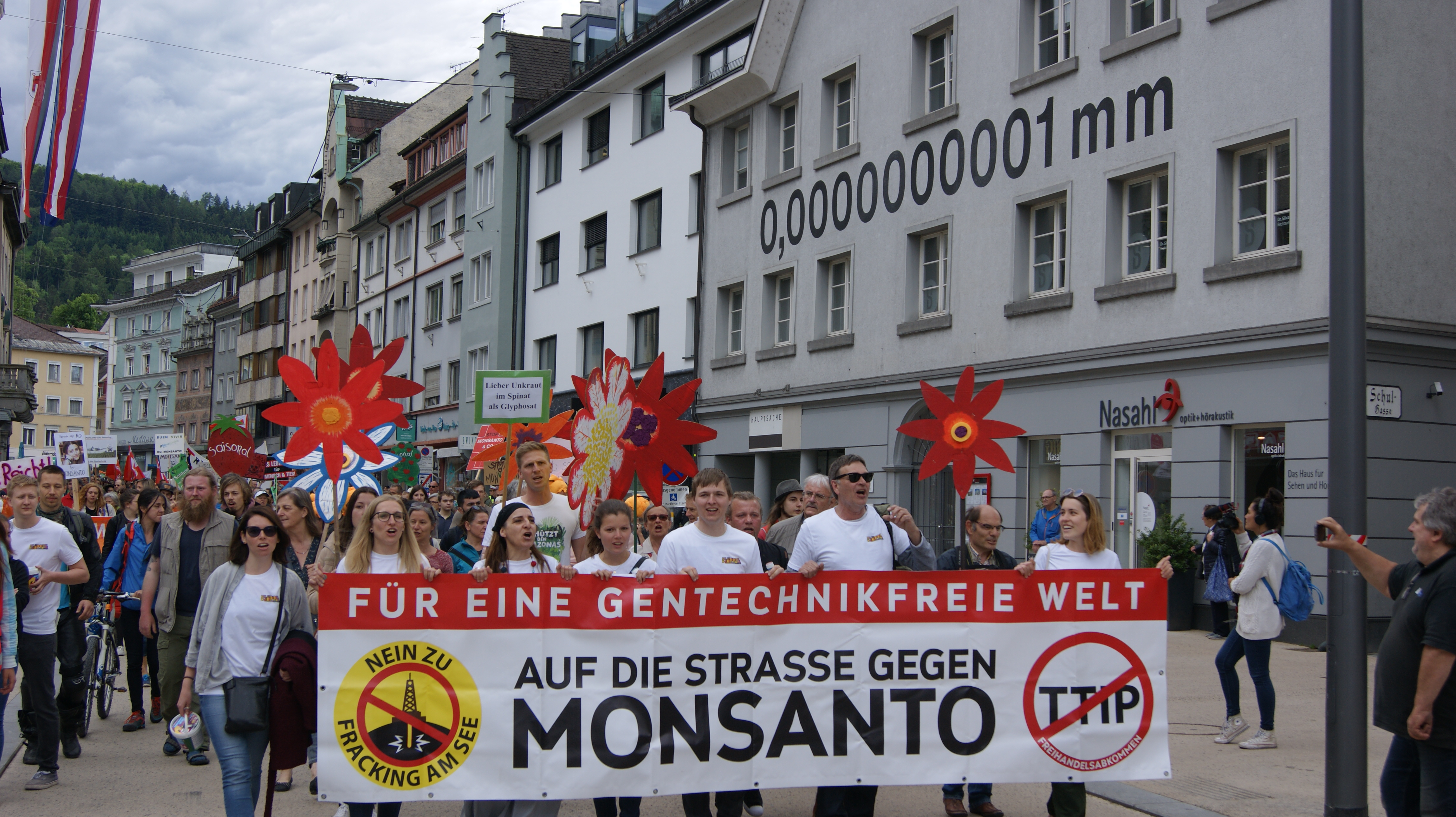
March Against Monsanto 2017 in Bregenz, Österreich

March Against Monsanto (MAM, dt.: Marsch gegen Monsanto bzw. Demonstration gegen Monsanto) ist eine internationale politische/gesellschaftliche Initiative, die auch als Graswurzelbewegung bezeichnet wird. Ausgangspunkt und Mittel sind Proteste gegen das Unternehmen Monsanto und deren Geschäftspolitik und Ziel ist es, dieses Unternehmen zu einer Änderung der Geschäftspolitik zu bewegen.
2017 fanden die Proteste am 20. Mai statt. Diese Veranstaltungen werden weltweit am selben Tag jedes Jahr koordiniert und durchgeführt.

## Geschichte

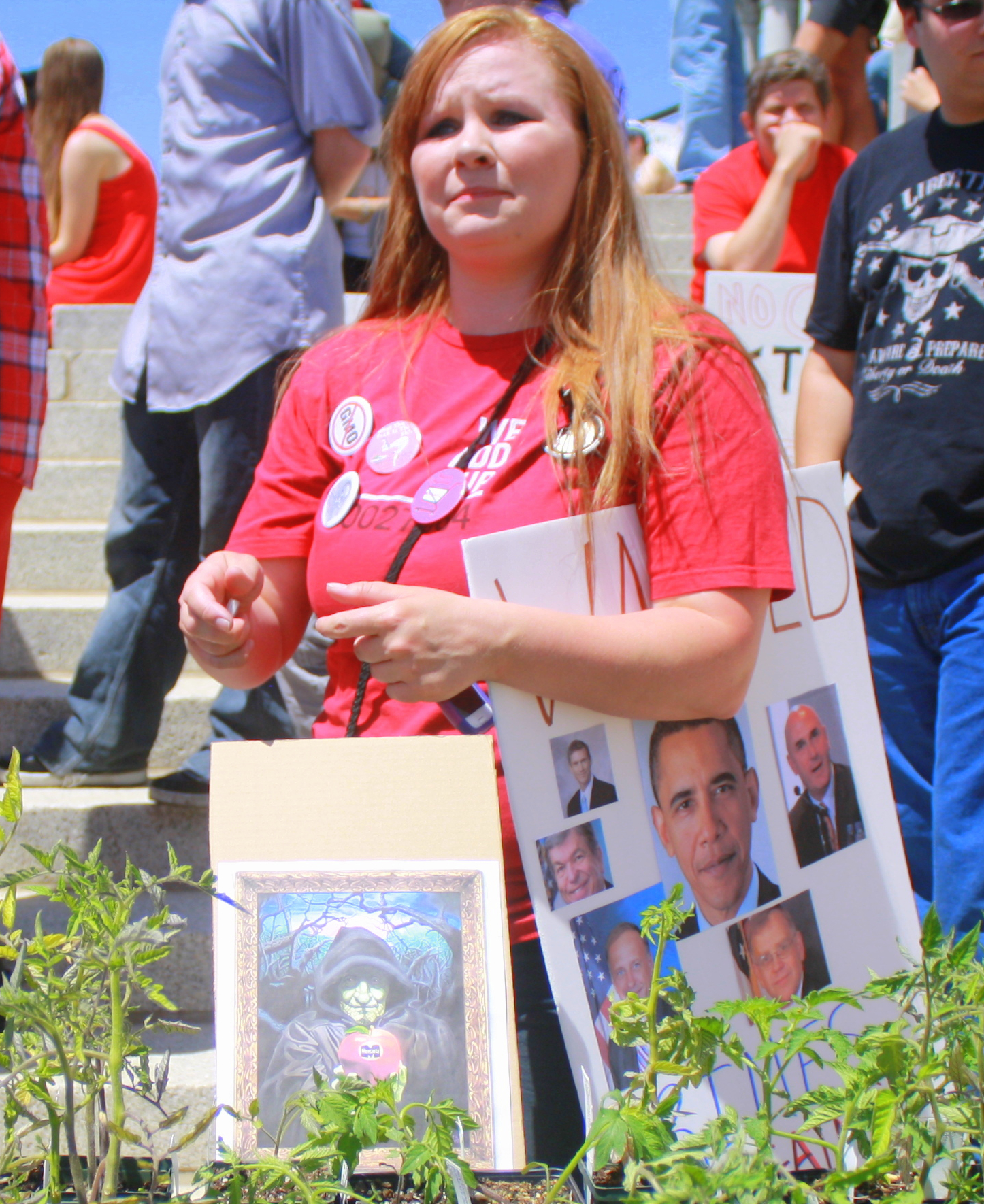
Tami Canal anlässlich des March Against Monsanto in Salt Lake City, Utah

Die Idee für die Initiative wurde von Tami Canal gegründet als Reaktion auf das Scheitern eines Gesetzesvorschlags (California Proposition 37, 2012), Wählerinitiative, mit dem eine verpflichtende Etikettierung von Nahrungsmitteln aus Gentechnisch veränderter Organismen (GVO) gefordert wurde.
Tami Canal startete am 28. Februar 2013 eine sehr erfolgreiche Social-Media-Kampagne.
Der erste MAM fand am 25. Mai 2013 statt. Die Zahl der anwesenden Demonstranten bei dieser ersten Veranstaltung ist unsicher, teilweise wurden Zahlen von Hunderttausenden bis zu zwei Millionen (Schätzung der Organisatoren) kolportiert. Bereits der erste MAM fand in hunderten Städten weltweit statt.
Monsanto reagierte zurückhaltend und es wurde mitgeteilt, dass die Rechte der Menschen respektiert werde, ihre Meinung zum Thema auszudrücken. Monsanto helfe jedoch die Landwirtschaft zu verbessern, indem sie den Landwirten ermögliche, mehr auf ihrem Land zu produzieren und Ressourcen wie Wasser und Energie zu schonen.

## Hintergrund der Proteste
Monsanto ist der weltweit größte Produzent von gentechnisch verändertem Saatgut und die Geschäftspolitik in Verbindung mit Klagen sowie einer aktive Lobbyarbeit führten immer wieder zu Aufsehen. Es besteht der Verdacht, dass gentechnisch veränderte Lebensmittel die menschliche Gesundheit nachteilig beeinflussen können und die gentechnisch veränderten Produkte sind in den Ländern der Erde sehr unterschiedlichen Verboten, Beschränkungen und Zulassungsvoraussetzungen ausgesetzt.